# 東方不敗之風雲再起
《東方不敗之風雲再起》（英語：The East is Red）是1993年上映的一部香港武侠电影，由程小东及李惠民執導，林青霞、王祖贤、于荣光、王静莹、林正英主演。本片入圍第13屆香港電影金像獎最佳服裝造型設計提名。

## 劇情
大明帝國水師提督顧長風（于榮光飾）奉朝廷之命帶領西班牙海軍艦隊探訪黑木崖，過程中西班牙領隊欲打開東方不敗的棺木，與視東方不敗為偶像的顧長風發生爭執。正在此時黑木崖上忽然現身一怪人（劉洵飾），可以以掌接西班牙火槍子彈。
顧長風被怪人所救，卻身受內傷，堅信其便是東方不敗，堅持要一見其真面目，雖死無憾。怪人一償所愿，讓其看自己的廬山真面目，正是當年風采依舊的東方不敗（林青霞飾）。
顧長風告訴東方不敗江湖上有很多人正在冒充他的名號為非作歹，東方不敗于是決定留其性命，讓他看著自己重出江湖。與此同時，東方不敗舊時愛妾雪千尋（王祖賢飾）正率領著一群苗人打著東方不敗的旗號與日本倭寇就海域問題談判，雪千尋痴心不改，重組神教只是為了等待愛人歸來......

## 演員
| 演員   | 角色                                   | 粵語配音 | 關係／備註 |
| 林青霞 | 東方不敗                               | 盧素娟   | 如題。 |
| 王祖賢 | 雪千尋                                 | 馮蔚衡   | 東方不敗舊愛妾兼下屬。因深愛的東方不敗行踪不明后，假冒東方不敗名号，率领日月神教战船与雾隱雷藏购买军火，且苦心尋找東方不敗，但被東方不敗所傷，后被顧長風救活。最后卷入战船的对轰中，受傷過重而死，但也重新得到東方不敗的心。 |
| 于榮光 | 顧長風                                 | 朱子聰   | 錦衣衛千戶，朝廷水師，發現易容後的東方不敗，与东方不败一起行走江湖，揭发其余假冒其名号者，后阻止東西方不敗杀戮邪教教众时，被东方不败打落大海，被雪千寻率领的日月神教战船救上，被囚禁船内。迷戀雪千尋，與東方不敗對轟時救出被波及重傷的雪千寻，劝告她离开战场。后率领朝廷水师战舰与东方不败決战，但被其重伤，责骂东方不败不懂得珍惜身边的人，最终在朝廷战船与雾隱战船的爆炸中死亡。 |
| 王靜瑩 | 戴祖氏                                 |          | 霧隱雷藏派往雪千寻的反串臥底忍者，其身份被雪千尋识破后，与雪千寻的对决中，利用忍术藏身，但被雪千寻识破后被击败，死前口中释出信鸽报信，但信鸽被雪千寻捉获，坠海死亡。 |
| 高雄   | 汗青                                   | 高翰文   | 錦衣衛，顧長風親信 |
| 劉洵   | 易容後的東方不敗，自稱日月神教三代長老 | 陶碧儀   | 出現在黑木崖，以掌接住西班牙火繩槍子彈，並救下顧長風。 |
| 苑瓊丹 | 浪人營歌女大姊頭                       |          | 因東方不敗女相與霧隱雷藏對賭頂撞，受到連累，反向霧隱求情 |
| 林正英 | 小野澤                                 |          | 東方不敗手下將領，倭寇首領之一 |
| 李家鼎 | 田啟雲                                 | 黃志明   | 水師提督 |
| 周樹基 |                                        |          | 明朝水師 |
| 林迪安 |                                        |          | 日月神教教眾 |
| 劉子明 |                                        |          | |

## 電影歌曲
'笑紅塵' / 作詞, 厲曼婷 ; 作曲, 李宗盛 ; 演唱, 陳淑樺. 國語版主題曲.
'做個真的我' / 作詞, 潘偉源 ; 作曲, 李宗盛 ; 演唱, 陳淑樺. 廣東版主題曲.

## 獎項
| 年份   | 頒獎典禮             | 獎項             | 名字           | 結果 |
| ------ | -------------------- | ---------------- | -------------- | ---- |
| 1994年 | 第13屆香港電影金像獎 | 最佳服裝造型設計 | 張叔平、趙國信 | 提名 |

## 外部連結
- 香港影庫上《東方不敗之風雲再起》的資料（繁體中文）
- 開眼電影網上《東方不敗之風雲再起》的資料（繁體中文）
- 豆瓣电影上《東方不敗之風雲再起》的資料 （简体中文）
- 时光网上《東方不敗之風雲再起》的資料（简体中文）
- AllMovie上《東方不敗之風雲再起》的资料（英文）
- 爛番茄上《東方不敗之風雲再起》的資料（英文）
- 互联网电影数据库（IMDb）上《東方不敗之風雲再起》的资料（英文）